# NEG Micon
NEG Micon var en dansk vindmøllefabrikant, som i marts 2004 fusionerede med konkurrenten Vestas. Kun Vestas-navnet videreførtes, mens det fælles hovedsæde blev i NEG Micons oprindelige hovedkvarter i Randers.
NEG Micon var selv et resultat af en fusion (i 1997) mellem to mindre producenter, nemlig Nordtank Energy Group (NEG), oprindelig beliggende i Balle på Djursland, og Micon baseret i Randers.